# Dorset
Il Dorset (pronuncia [ˈdɔrsɨt]), in passato chiamato anche Dorsetshire, è una contea dell'Inghilterra. Si trova nella parte sud-occidentale della Gran Bretagna, confinando con il Devon, il Somerset, il Wiltshire e l'Hampshire. La sua capitale è Dorchester e il suo motto è Who's Afear'd, traducibile in italiano come Chi ha paura?.

## Descrizione
Il Dorset ha circa 645 000 abitanti e la più alta percentuale di abitanti anziani fra le contee inglesi, il 25,9% della popolazione supera i 65 anni. Bournemouth e Christchurch - entrambe appartenenti in passato allo Hampshire - nel 1974 furono inglobate nel Dorset. La città costiera di Bournemouth e il porto di Poole sono i centri più importanti della parte meridionale della contea, il resto della quale è prevalentemente collinare e rurale. Sulle colline, in particolare sulla collina Pilsdon Pen, è possibile trovare resti di antichi Castrum dell'età del ferro.
Il Dorset è la patria dello scrittore e poeta Thomas Hardy. Numerose località descritte nelle sue opere come appartenenti all'immaginaria contea del Wessex si trovano nel Dorset. Il suo cottage nei boschi a ovest di Dorchester e la sua abitazione nella città sono amministrati dal National Trust e possono essere visitati. Stalbridge per contro è la città natale di Douglas Adams, l'autore della Guida galattica per gli autostoppisti. I poeti William Barnes (22 febbraio 1801-7 ottobre 1886), lo scrittore Theodore Francis Powys (1875-1953), John le Carré, P. D. James e lo scrittore di satira Thomas Love Peacock sono originari del Dorset.
Il porto di Poole è il più grande porto naturale dopo quello di Sydney, nella baia poco profonda si trovano numerose isole tra le quali Brownsea, il luogo di fondazione del movimento scout. Sotto il porto si trova uno dei pochi giacimenti petroliferi inglesi. A causa della sua conformazione geologica molto particolare gran parte della costa del Dorset è stata dichiarata Patrimonio dell'umanità dall'UNESCO.

## Suddivisioni
La contea era divisa in otto distretti:
|  | 1. Weymouth and Portland 2. West Dorset 3. North Dorset 4. Purbeck 5. East Dorset 6. Christchurch 7. Bournemouth (autorità unitaria) 8. Poole (autorità unitaria) |

Dal 2019 esistono solo i consigli del Dorset e del BCP (Bournemouth, Christchurch e Poole).